# Jean-Louis Rassinfosse
Jean-Louis Rassinfosse, né à Bruxelles le 9 janvier 1952, est un contrebassiste de jazz belge.

## Parcours

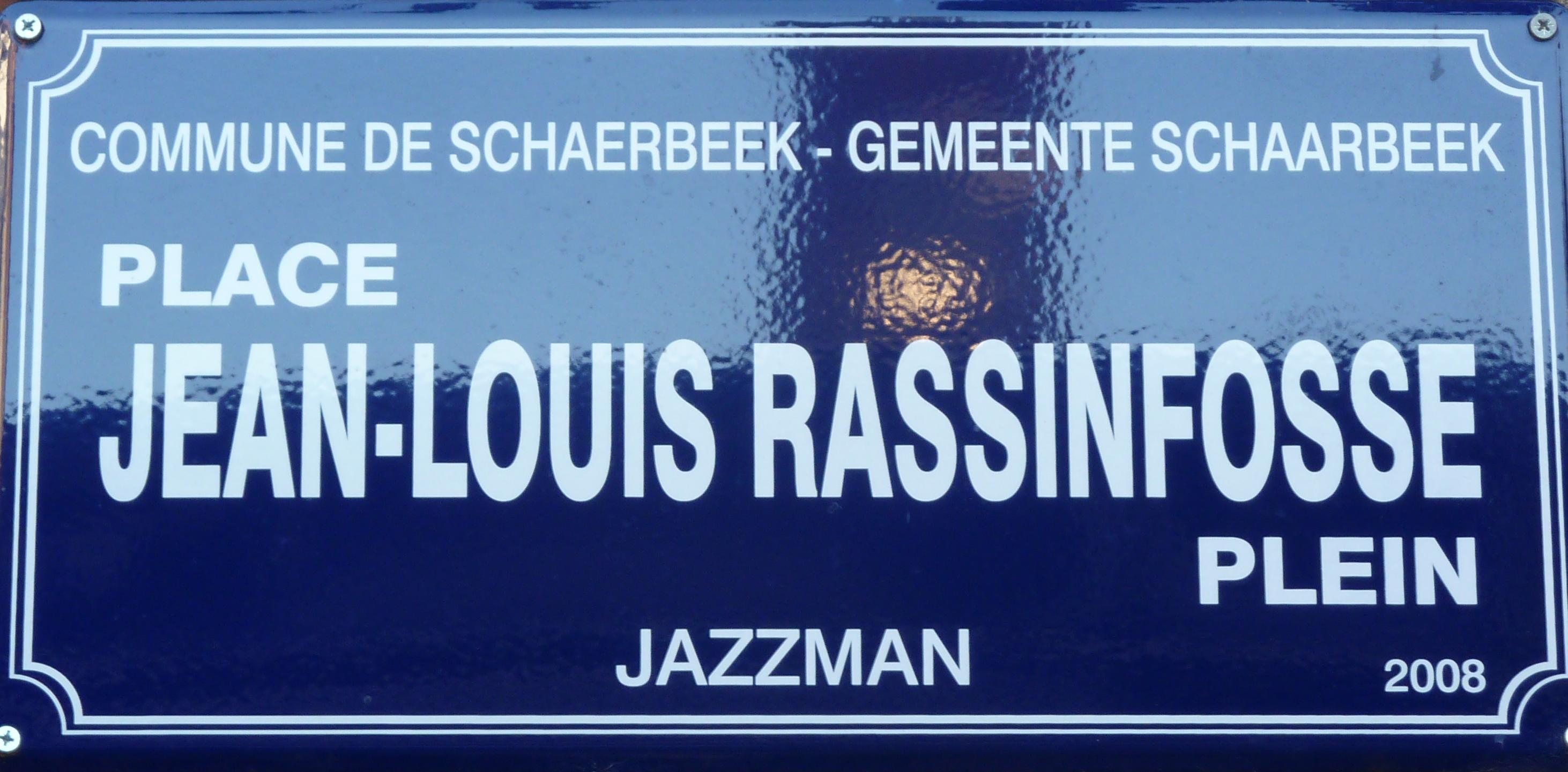
Plaque place Jean-Louis Rassinfosse sur le Mur des Célébrités

Jean-Louis Rassinfosse a appris la contrebasse en autodidacte. De 1975 à 1985 il accompagne le trompettiste Chet Baker en tournée en Europe en trio avec le guitariste Philip Catherine. Durant cette période, il enregistre six albums. 
Jean-Louis Rassinfosse a travaillé avec de nombreux musiciens belges, parmi lesquels Toots Thielemans, Michel Herr, Jacques Pelzer, Ivan Paduart ou Sadi.
Il a accompagné plusieurs musiciens étrangers, notamment Pepper Adams, Philly Joe Jones, Clifford Jordan, Slide Hampton, Joe Henderson, Tete Montoliu, Sal Nistico, Horace Parlan, Michel Petrucciani et Michał Urbaniak.
Après avoir enseigné lors de stages d'été et au séminaire de Liège, il devient professeur au Conservatoire royal de Bruxelles.
Jean-Louis Rassinfosse fait partie de différents groupes de jazz, dont le trio d'Éric Legnini, le quartet de Phil Abraham, un trio avec John Ruocco et Félix Simtaine, le quintet de Richard Rousselet. Depuis 1988 il accompagne le trio l'Âme des Poètes (Pierre Vaiana, Pierre Van Dormael et Fabien Degryse) et le quintet du pianiste allemand Klaus Ignatzek (en). Cette collaboration lui a permis d'enregistrer 16 albums avec notamment Joe Henderson, Claudio Roditi (en), Gustavo Bergalli (en), et Anca Parghel, chanteuse roumaine décédée en 2008. Il a par ailleurs participé à l'enregistrement de la bande originale du film Just friends (1994).
En avril 2005, Jean-Louis Rassinfosse est élu, pour la seconde fois, président de l'association de musiciens de jazz belges Les lundis d'Hortense.
Il participe avec Isabelle Rigaux, à partir de janvier 2007, à des concerts sur les compositions de Michel Legrand.
Il réside à Schaerbeek, commune de la région bruxelloise. En cette qualité la commune Schaerbeek lui a décerné une plaque émaillée sur le Mur des célébrités de la Maison des arts.

## Récompenses
Jean-Louis Rassinfosse a été désigné par les chaînes de télévision RTBF et VRT Meilleur contrebassiste belge de l'année 1998.
En 2019, il se voit décerner l'octave d'honneur pour la cérémonie des Octaves de la musique.

## Discographie (liste non exhaustive)
Avec Chet Baker et Philip Catherine :
Avec Chet Baker (trompette, voix), Philip Catherine (guitare) et Hein Van de Geijn (contrebasse) :
Avec Claudio Roditi, Jorge Rossy (batterie), Gustavo Bergalli (trompette) et Klaus Ignatzek (piano) :
Avec Éric Legnini (piano) et Bruno Castellucci (batterie) :
Avec Anca Parghel (chant); Klaus Ignatzek (piano) et John Engels (batterie) :
Avec Fabrice Alleman (saxophone thénor, Saxophone soprano) - Michel Herr (piano) et Frédéric Jacquemin (batterie) :
Avec Klaus Ignatzek et Claudio Roditi :
Avec Claudio Roditi (trompette, flugelhorn) et Klaus Ignatzek (piano) :
Avec Chet Baker (chant et trompette), Philip Catherine (guitare), Phil Markowitz (piano) et Jeff Brillinger (batterie) :
Avec John Ruocco (saxophone ténor, clarinette) et Félix Simtaine (batterie) :
Avec Susanne Menzel (chant); Bremen Philharmonic Strings; Johannes Enders (ténor saxophone); Klaus Ignatzek (piano); Sebastian Merk (batterie) :
Avec Jean-Philippe Collard-Neven :
Avec Claudio Roditi / Gustavo Bergalli / Pierre Vaiana / Fabien Degryse / Klaus Ignatzek / Bruno Castellucci :
Avec Claudio Roditi (trompette, bugle) et Klaus Ignatizek (piano) :
Avec Claudio Roditi (chant, trompette, bugle), Hans Dekker (batterie) et Klaus Ignatzek (piano) :
Avec Jean-Philippe Collard-Neven, Fabrice Alleman et Xavier Desandre-Navarre :
Avec Kenny Drew, Chet Baker, Enrico Rava, Larry Ridley, Ignazio Garsia, Franco D'Andrea, Giovanni Tommaso, Jacques Pelzer et Mike Melillo :
Avec Chet Baker et Philip Catherine :
Avec Pierre Vaiana (saxophone soprano) et Pierre Van Dormael (guitare) :
Avec Pierre Vaiana (saxophone soprano) et Fabien Degryse (guitare) :